# Las Vegas Sun
Die Las Vegas Sun ist eine der beiden großen Tageszeitungen in Las Vegas, Nevada. Sie gehört der Familie Greenspun und ist Teil der Greenspun Media Group.
Die Zeitung erschien erstmals 1950. Von 1990 bis 2005 gab es eine werktägliche und eine Wochenendausgabe am Samstag. Mittlerweile erscheint sie als Beilage des Las Vegas Review-Journal, betreibt aber eigenständig ihre Website weiter. Herausgeber und President ist Brian Greenspun. Er gilt als Unterstützer der Demokratischen Partei und hat enge Kontakte zu Bill Clinton.